# カゼ・ネット
株式会社カゼ・ネット（KAZe Net Co.,Ltd.）は、日本のソフトウェア製作会社である。本社は東京都港区南青山2丁目11番14号。
ライブプランニングとして1987年2月2日創業。家庭用ゲーム機向けのピンボールシミュレーションゲームの開発で一世を風靡した。現在はITコンサルティング、決済・課金システムコンサルティング、ウェブサイト開発が主な事業になっているが、2009年からはビサイド制作のデジタルピンボールの監修も行っている。

## 代表作
- 暴れん坊天狗（1990年、メルダック、ファミリーコンピュータ）
- 天神怪戦（1990年、メルダック、ゲームボーイ）
- 平安京エイリアン（1990年、メルダック、ゲームボーイ）
- バトルオブキングダム（1991年、メルダック、ゲームボーイ）
- ザ・キングオブ・ラリー（1993年、メルダック、スーパーファミコン）
- 読本 夢五誉身 -天神怪戦2-（1992年、メルダック、ゲームボーイ）
- パチンコ物語 パチスロもあるでよ!!（1993年、ケイエスエス、スーパーファミコン）
- 宇宙レース アストロゴー！ゴー！（1994年、メルダック、スーパーファミコン）
- パチスロ物語 ユニバーサルスペシャル（1994年、ケイエスエス、スーパーファミコン）
- スーパーピンボール 〜ビハインドザマスク〜（1994年、メルダック、スーパーファミコン）
- スーパーピンボール2 〜ジ・アメージングオデッセイ〜（1995年、メルダック、スーパーファミコン）
- パチンコ物語2 〜名古屋シャチホコの帝王〜（1995年、ケイエスエス、スーパーファミコン）
- パチスロ物語 パル工業スペシャル（1995年、ケイエスエス、スーパーファミコン）
- デジタルピンボール ラストグラディエーターズ（1995年、セガサターン）
- デジタルピンボール ネクロノミコン（1996年、セガサターン）
- パワーレンジャーピンボール（1996年、バンダイ、PlayStation）
- 仮面ライダー（1998年10月1日、バンダイ、PlayStation）
- 仮面ライダーV3（2000年9月14日、バンダイ、PlayStation）
- 仮面ライダークウガ（2000年12月21日、バンダイ、PlayStation）
- 仮面ライダーアギト（2001年11月29日、バンダイ、PlayStation）
- ビルバク（2002年、角川書店、PlayStation 2）
- AKIRA PSYCHO BALL（2002年、バンダイ、PlayStation 2）
- ウルトラマン（2004年、バンダイ、PlayStation 2）
- 真・女神転生ピンボール JUDGMENT（2006年、アトラス・ビービーエムエフ、iアプリ・S!アプリ）